# Alexis Carrel
(Alexis Carrel, Riflessioni sulla condotta della vita)
Alexis Carrel (Sainte-Foy-lès-Lyon, 28 giugno 1873 – Parigi, 5 novembre 1944) è stato un chirurgo e biologo francese che ha contribuito in modo fondamentale ai progressi nelle tecniche di sutura dei vasi sanguigni e alle ricerche sui trapianti di tessuti e organi, essenziali per le audaci operazioni chirurgiche del nostro tempo.

## Biografia

### Fanciullezza e adolescenza
Alexis Carrel, primo di tre fratelli, nacque il 28 giugno 1873 nel villaggio lionese di Sainte-Foy e venne battezzato con il nome di Augusto, lo stesso del nonno paterno.
I genitori, Alexis e Anna Maria Ricard, appartenevano a famiglie molto benestanti, cattoliche, dedite all'industria e al commercio in campo tessile. Il padre morì quando Alexis aveva solo 5 anni ed è proprio in suo ricordo che, in seguito, il figlio primogenito cambierà nome da Augusto ad Alexis.
Visse la sua fanciullezza in campagna con i due fratelli e la madre, donna intelligente e di buon senso che, per l'educazione dei suoi figli, alla scuola statale preferì quella privata a sfondo religioso. Il giovane Alexis frequentò per ben dieci anni l'Esternato San Giuseppe dei Padri Gesuiti, conseguendovi due diplomi, in lettere e in scienze. In età matura guarderà a questo periodo della vita con disgusto, giudicandolo come una fase di indottrinamento, nel quale l'aspetto intellettuale e quello morale non erano stati curati in modo giusto, né l'educazione religiosa era stata tale da renderlo consapevole ed entusiasta per i valori del cristianesimo.

### Il periodo universitario e la conversione
Nell'ottobre 1891 s'iscrisse alla facoltà di medicina dell'Università di Lione, anche se solo verso la fine della carriera universitaria decise di specializzarsi in chirurgia. Un insuccesso nel concorso d'interno lo spinse a partire per il servizio militare, che un anno dopo completerà con un periodo al posto di frontiera nel Frejus come aiutante medico. Fu questo per Carrel un passaggio molto importante dal punto di vista spirituale in quanto si riavvicinò molto alla fede cattolica dalla quale si era distaccato durante l'adolescenza.
Nell'anno accademico 1898/1899 si dedicò completamente alla chirurgia, iniziando anche a scrivere le prime pubblicazioni sulla chirurgia vascolare e sui carcinomi, grazie a cui vinse il concorso per il protettorato in chirurgia alla facoltà di medicina, dove venne assunto come primo.

Tre anni dopo, nei mesi appena successivi al conseguimento della laurea, un grande e inaspettato evento cambiò definitivamente la sua vita: un collega, che aveva preso l'incarico di accompagnare a Lourdes un pellegrinaggio di ammalati, alla data stabilita non era più in grado di assolvere il suo impegno, chiese quindi a Carrel il favore di sostituirlo come medico durante il viaggio. In quell'occasione fu testimone oculare della guarigione di una giovane donna, Marie Bailly. Costei versava in condizioni gravissime: i sintomi della malattia erano ventre e gambe gonfie, costole sporgenti, sacca di liquido che occupava la regione ombelicale, febbre alta e ipertensione; si trattava di peritonite tubercolare e sia i medici sia lei stessa erano convinti che non ci sarebbe stato più niente da fare. Lo stesso Carrel così scrisse nel diario:
(Alexis Carrel)
In breve tempo la donna guarì e all'incredibile evento seguì la conversione, anche se non immediata, ma meditata e sofferta. Carrel narrò le sue esperienze nel libro Viaggio a Lourdes, pubblicato postumo nel 1949.

### Da Chicago a New York
La sua conversione al cattolicesimo gli procurò non pochi problemi per quanto concerne l'adattamento all'interno della società: non era infatti più ben visto né dai positivisti - che lo consideravano reo di aver abbandonato la razionalità e la fiducia nella scienza, ovvero i principi su cui, a loro dire, doveva basarsi l'arte medica - né dagli uomini di Chiesa, ancora scettici sul suo cambiamento.
Inoltre, dal punto di vista professionale non c'erano più le premesse necessarie per continuare a fare ricerca e a lavorare serenamente: l'ambiente dell'ospedale di Lione non era per nulla stimolante, i suoi colleghi non erano né interessati ai suoi esperimenti né collaborativi, i laboratori e gli strumenti erano vecchi e inadeguati.
Per questi motivi, nel maggio del 1904 Carrel decise di trasferirsi in America. Inizialmente passò un breve periodo in Canada a occuparsi di un allevamento di bestiame e portando a termine molti esperimenti sulla sutura dei vasi sanguigni e sul trapianto d'organi negli animali, che successivamente gli torneranno molto utili.
Si spostò poi a Chicago, dove iniziò un'importante collaborazione con il famoso chirurgo Guthrie, che lo incoraggiò continuamente a continuare i suoi lavori e a pubblicarne gli esperimenti. Ben presto la sua fama si diffuse a tal punto oltre oceano che Simon Flexner, direttore del neonato Rockefeller Institute di New York, lo invitò ufficialmente a lavorare nella nuovissima struttura nel reparto di chirurgia sperimentale, di cui qualche anno dopo diventerà direttore. Dopo aver collaborato per un altro anno a Chicago con Guthrie e in seguito alla pubblicazione di ulteriori articoli sul trapianto di organi in animali (soprattutto rene e tiroide), nel 1906 si stabilì a New York, anche se mai definitivamente, in quanto i ritorni in Francia saranno molto frequenti fino alla morte. Fin dai primi anni al Rockefeller il laboratorio di Carrel divenne un centro d'interesse per i visitatori, un vero e proprio punto d'incontro per i ricercatori più in vista dell'epoca; il clima era infatti completamente diverso rispetto a quello che si respirava in Francia e il giovane medico aveva a disposizione le migliori condizioni in cui operare, oltre che dei validi assistenti.

### Il matrimonio e il premio Nobel
Nel 1910, durante uno dei soggiorni in Francia nel periodo delle vacanze estive, si recò di nuovo a Lourdes e anche allora assistette a una miracolosa guarigione, quella di un bambino di sei mesi cieco dalla nascita. Nello stesso giorno fece conoscenza con Anne La Motte, infermiera diplomata, donna molto religiosa e vedova da un anno. I due si rincontrarono i mesi successivi e si sposarono a Parigi tre anni più tardi, anche se subito la donna decise di seguire il marito in America per lavorare nello stesso istituto.
Dopo sei anni dal trasferimento a New York, in riconoscimento del suo lavoro, Carrel ottenne il premio Nobel per la medicina e la fisiologia nel 1912 per i lavori sulle suture vascolari, sul trapianto degli organi e sulla coltivazione a lunga scadenza di tessuti in vitro, in particolare per aver inventato un nuovo metodo di sutura delle ferite profonde e per aver evitato le emorragie postoperatorie (a quel tempo frequentissime), trombosi e altre complicanze. Nell'occasione del conferimento del premio, Carrel rifiutò la presenza di autorità francesi alla cerimonia: si considerava orgogliosamente un cittadino della Francia ma era ben consapevole che, se fosse rimasto nel suo Paese natale, quell'importante riconoscimento non sarebbe mai potuto arrivare - tutto il lavoro era infatti stato svolto fra Chicago e New York.

### La prima guerra mondiale
Quando in Europa, nel breve spazio di una settimana fra il luglio e l'agosto del 1914, si susseguirono a catena le dichiarazioni di guerra fra le varie nazioni dei due blocchi di alleanze contrapposte, i coniugi Carrel si trovavano in Francia. Data la mobilitazione generale Alexis venne chiamato alle armi, anche se come medico. Dovette quindi allontanarsi dalla moglie in stato di avanzata gravidanza e la situazione si aggravò ulteriormente quando la donna perse il figlio per un'infezione causata da una puntura d'insetto. Ma Anne La Motte, riavutasi dallo sconforto, decise di seguire il marito come capo infermiera in un ospedale da campo vicino a Lione che prese il nome di Ambulanza Carrel. Con il peggiorare della situazione e con il dilagare delle infezioni fra i soldati, Carrel venne mandato al fronte, insieme all'amico e noto chirurgo Tuffier, per studiare le condizioni sanitarie in cui versava la popolazione.
Nel frattempo, facendo leva sull'alleanza tra la Francia e gli Stati Uniti, dal 1917 riuscì a ottenere da Simon Flexner dei finanziamenti al suo ospedale mobile direttamente dal Rockefeller Institute, oltre che strumenti, personale e ambulanze attrezzate per gli interventi d'urgenza in loco.
Cominciò anche a collaborare con il grande chimico statunitense Henry Drysdale Dakin, con il quale mise a punto una potentissima soluzione antisettica a base di acido ipocloroso, appunto chiamata Soluzione Dakin-Carrel, per mezzo della quale riuscì a salvare moltissime vite. L'acido ipocloroso era infatti perfetto per irrigare le ferite lacero-contuse ma soprattutto infette in quanto non era particolarmente aggressivo sui tessuti, pur conservando le sue essenziali proprietà di antibatterico. Inoltre agiva molto velocemente ed era reso inattivo dall'organismo in una sola ora, facendo così in modo che le ferite potessero essere suturate nel giro di breve tempo. Nonostante i risultati fossero così sorprendenti, per un certo periodo si continuarono ancora a utilizzare altre sostanze dannose come sodio, magnesio o ipoclorito di calcio, che vennero definitivamente abbandonate in favore della Soluzione Dakin-Carrel solo nel 1917.
L'ultima fase della guerra fu la più dura, gli ospedali erano sovraffollati e di conseguenza le condizioni igieniche al loro interno erano spesso precarie, il 23 marzo 1918 sul fronte occidentale venne bombardata l'ambulanza Carrel e i feriti dovettero essere trasportati in sistemazioni di fortuna. Al fronte Alexis continuò i suoi esperimenti sul sangue, tesi a mettere a punto un liquido di supplenza, sulla chirurgia addominale e sullo shock.
Immediatamente dopo la fine della guerra Carrel si prese da solo qualche giorno di riposo a Londra per fare mente locale sugli avvenimenti accaduti negli ultimi anni ed espresse così i suoi sentimenti riguardo alla Grande Guerra in una lettera a un nipote, in cui ancora una volta non risparmiò una pesante frecciata alla medicina francese:
(Alexis Carrel)

### Il periodo del dopoguerra e gli anni venti
Il 1º gennaio 1919 i coniugi Carrel ritornarono insieme al Rockefeller di New York per riprendere la loro normale attività. Durante la guerra il direttore Flexner aveva servito nell'esercito ma era riuscito comunque con grandi sforzi a tenere insieme il nucleo di scienziati che lavoravano all'istituto e a finanziare le ricerche mentre Carrel, grazie a un credito accordatogli generosamente da John Davison Rockefeller in persona, era riuscito ad ammodernare il suo laboratorio. L'esperienza della guerra aveva profondamente cambiato la sua coscienza e a questo periodo si fa risalire la nascita dell'intenzione di adoperarsi per la messa a punto di un nuovo umanesimo, che porterà in seguito alla stesura de L'uomo, questo sconosciuto.
Un'importante svolta nella sua vita si ebbe con la conoscenza di Padre Cornelius Clifford, anziano sacerdote ex gesuita, uomo dalle idee ben poco conformiste, a causa delle quali fu invitato a lasciare la congregazione dei gesuiti, che diventò la sua guida spirituale. Riguardo agli studi continuò a portare avanti nuovi esperimenti sulla cicatrizzazione delle ferite e sul cancro, oltre che sulla coltura di cellule e tessuti in vitro, anche se per quanto riguarda questi ultimi due non nutriva grandi speranze di poterli applicare direttamente alla chirurgia, che era da sempre stata la sua priorità.
Alla soglia dei 50 anni il bisogno di maggior solitudine e silenzio si fece sempre più vivo, così, dietro suggerimento di alcuni amici, decise di fare sua la silenziosa e mistica isoletta di Saint-Gildas in Bretagna invece che comprare una casa a New York. Viste anche le precarie condizioni di salute della moglie, da quel momento trascorse molti dei suoi soggiorni in Francia nella nuova casa tra studio e profonde meditazioni sull'uomo. La sua fama lo portò nel corso di tutti gli anni Venti a diventare membro delle più grandi Accademie di Medicina e delle Scienze del mondo; nel 1936 venne nominato socio della Pontificia Accademia delle Scienze.

### Gli anni trenta, la guerra e la morte
Aderì al Partito Popolare Francese. Risale al 1930 l'incontro con una delle persone più importanti della vita di Carrel: Charles Lindbergh, famosissimo aviatore statunitense, protagonista della prima traversata aerea dell'Oceano Atlantico, in solitario e senza alcuno scalo. Con la sua collaborazione mise a punto una pompa di perfusione (ossia di introduzione di liquido nutritivo) per tessuti e organi in vitro, che fu impropriamente definita dai giornalisti cuore artificiale. Un premio intitolato a questa collaborazione storica, il "Lindbergh-Carrel Prize", è stato attribuito nel 2002 dalla Medical University of South Carolina a 10 importanti scienziati, tra cui Michael DeBakey, per il loro contributo alla perfusione degli organi.
Sempre in questi anni scrisse anche due libri, il famoso L'uomo, questo sconosciuto e La condotta della vita. Carrel fondò inoltre un Istituto di Ricerca per lo studio dei problemi umani, con ispirazioni chiaramente scientifiche ma anche evangeliche. La sua idea era fare in modo che l'amore cementasse il gruppo di ricercatori, costituito da persone non legate dall'ideologia ma aperte all'universalità del sapere; lo scopo era perseguire la conoscenza dell'uomo in quanto tale e dell'ambiente più consono alla sua natura, al fine di poter indicare in modo chiaro e convincente la via della sua ricostruzione, concetto chiave nel pensiero di Carrel.  Continuò la collaborazione con Lindbergh e fra i due si instaurò una grande amicizia che andò oltre l'aspetto lavorativo, gli stessi coniugi Lindbergh infatti acquistarono l'isoletta di Illiec, molto vicina a quella di Saint-Gildas, in possesso dei Carrel, per trascorrere insieme anche i periodi estivi. Il 1939, anno dell'inizio della seconda guerra mondiale, segnò la fine della sua attività al Rockefeller Institute per il sopraggiunto limite d'età, chiese quindi di essere inviato al fronte come medico ma ciò non gli venne concesso sempre per motivi anagrafici.
Decise quindi di tornare per l'ultima volta in America a cercare fondi per la costruzione di un nuovo laboratorio a Garches, cogliendo l'occasione per iniziare una campagna di propaganda in favore dell'intervento americano in guerra. Al ritorno in Europa nel 1941 rimase profondamente colpito dalla terribile situazione in cui versava la sua Francia, per metà occupata dai nazisti e controllata dal maresciallo Philippe Pétain. Col governo di Vichy diresse la Fondation française pour l'étude des problèmes humains (INED), per cui fu accusato di collaborare con i nazisti.
Morì il 5 novembre 1944 all'età di 71 anni. Il dottor Gillon, d'accordo con i parenti, fece rilevare l'impronta del volto e della prodigiosa mano che gli era servita a salvare tante vite. Il chirurgo Renè Lariche così scrisse di lui:
(Renè Lariche)

## Riconoscimenti
In suo onore è stato battezzato il cratere Carrel, sulla superficie della Luna.

## Opere
- L'uomo, questo sconosciuto, Luni editrice, Milano, 2006.
- Riflessioni sulla condotta della vita, Cantagalli, Verona, 2003.
- Viaggio a Lourdes, Morcelliana, Brescia, 1980.
- La preghiera, Morcelliana, Brescia, 1972.